# Jukdo
Isla Jukdo (en coreano: 흑산도) es una pequeña isla adyacente a Ulleungdo, Corea del Sur. Antiguamente, era también conocida como Jukseodo (죽서도, 竹嶼島). Se encuentra a 2 km al este de Ulleungdo, y es la isla más grande del grupo, aparte de Ulleungdo en sí misma.Anteriormente también se conocía como Jukseodo en Corea y China y como Boussole u Ou-san en Europa. En 2004, una familia de tres miembros vivía en la isla. Administrativamente, Jukdo pertenece a Jeodong-ri, en la localidad de Ulleung, condado de Ulleung, en la provincia de Gyeongsangbuk-do (Gyeongsang del Norte; 경상북도). Los caracteres chinos usados para escribir esta isla son Jukseodo (竹嶼島).
Los caracteres chinos para Jukdo significan "bambú (竹) e islote (屿)". Esto debido a que las Hierbas de bambú crecen en la isla.